# Kandar Sidi Khiar
Kandar Sidi Khiar (en àrab كندر سيدي خيار, Kandar Sīdī Ḫiyār; en amazic ⴽⵏⴷⵕ ⵙⵉⴷⵉ ⵅⵢⵢⴰⵕ) és una comuna rural de la província de Sufruy, a la regió de Fes-Meknès, al Marroc. Segons el cens de 2014 tenia una població total de 9.323 persones.